# Reigning Knights of Georgia
I Reigning Knights of Georgia furono una franchigia di pallacanestro della ABA 2000, con sede a Duluth, in Georgia.
Creati nell'autunno del 2004 disputarono poche partite della stagione 2004-05 prima di dichiarare bancarotta nel febbraio del 2005.

## Stagioni
| Stagione | Lega     | Denominazione               | V | P  | %    | Piazzamento | Play-off |
| -------- | -------- | --------------------------- | - | -- | ---- | ----------- | -------- |
| 2004-05  | ABA 2000 | Reigning Knights of Georgia | 2 | 16 | 11,1 | 10º         | -        |